# Troisième circonscription de la Loire-Atlantique
La troisième circonscription de la Loire-Atlantique est l'une des dix circonscriptions législatives françaises que compte le département de la Loire-Atlantique.

## Circonscription de 1958 à 1986

### Description géographique
Dans le découpage électoral de 1958, la troisième circonscription de la Loire-Atlantique était composée des cantons suivants :
- Canton de Bouaye
- Canton de Nantes-4
- Canton de Vertou.

### Historique des députations
| Législature | Début de mandat | Fin de mandat  | Député          | Parti politique | Observations |
| ----------- | --------------- | -------------- | --------------- | --------------- | --- |
| Ire         | 9 décembre 1958 | 9 octobre 1962 | Henri Robichon  | CNIP            | Mandat écourté à la suite d'une dissolution parlementaire décidée par Charles de Gaulle. |
| IIe         | 6 décembre 1962 | 2 avril 1967   | Benoît Macquet  | UNR             | |
| IIIe        | 3 avril 1967    | 30 mai 1968    | Benoît Macquet  | UDR             | Mandat écourté à la suite d'une dissolution parlementaire décidée par Charles de Gaulle. |
| IVe         | 11 juillet 1968 | 1er avril 1973 | Benoît Macquet  | UDR             | |
| Ve          | 2 avril 1973    | 2 avril 1978   | Benoît Macquet  | UDR             | |
| VIe         | 3 avril 1978    | 22 mai 1981    | François Autain | PS              | Mandat écourté à la suite d'une dissolution parlementaire décidée par François Mitterrand. |
| VIIe        | 2 juillet 1981  | 1er avril 1986 | François Autain | PS              | Remplacé à partir du 24 juillet 1981 par Jacques Floch (PS) à la suite de sa nomination au gouvernement. |
| VIIIe       | 2 avril 1986    | 14 mai 1988    | Aucun           | Aucun           | Proportionnelle par département, pas de député par circonscription Proportionnelle par département, pas de député par circonscription. Mandat écourté à la suite d'une dissolution parlementaire décidée par François Mitterrand. |

## Historique des élections

### Élections de 1958
| Candidat              | Candidat           | Parti          | Premier tour | Premier tour | Second tour | Second tour |  |
| Candidat              | Candidat           | Parti          | Voix         | %            | Voix        | %           |  |
| --------------------- | ------------------ | -------------- | ------------ | ------------ | ----------- | ----------- |  |
|                       | Henri Robichon élu | CNIP           | 19 251       | 46,41        | 22 434      | 55,45       |  |
|                       | Marcellin Verbe    | CR             | 11 768       | 28,37        | 12 915      | 31,92       |  |
|                       | Gaston Jacquet     | PCF            | 5 626        | 13,56        | 5 112       | 12,63       |  |
|                       | Arthur Boutin      | SFIO           | 4 835        | 11,66        | Retrait     | Retrait     |  |
|                       |                    |                |              |              |             |             |  |
| Inscrits              | Inscrits           | Inscrits       | 53 699       | 100,00       | 53 695      | 100,00      |  |
| Abstentions           | Abstentions        | Abstentions    | 11 457       | 21,34        | 12 712      | 23,67       |  |
| Votants               | Votants            | Votants        | 42 242       | 78,66        | 40 983      | 76,33       |  |
| Blancs et nuls        | Blancs et nuls     | Blancs et nuls | 762          | 1,8          | 522         | 1,27        |  |
| Exprimés              | Exprimés           | Exprimés       | 41 480       | 98,2         | 40 461      | 98,73       |  |
| Source : Data.gouv.fr |                    |                |              |              |             |             |  |

Le suppléant de Henri Robichon était Pierre Vié, architecte à Nantes.

### Élections de 1962
| Candidat              | Candidat               | Parti          | Premier tour | Premier tour | Second tour | Second tour |  |
| Candidat              | Candidat               | Parti          | Voix         | %            | Voix        | %           |  |
| --------------------- | ---------------------- | -------------- | ------------ | ------------ | ----------- | ----------- |  |
|                       | Benoît Macquet élu     | UNR-UDT        | 13 048       | 34,92        | 20 152      | 51,31       |  |
|                       | Alexandre Plancher     | SFIO           | 7 843        | 20,99        | 15 707      | 39,99       |  |
|                       | Henri Robichon sortant | CNIP           | 7 231        | 19,35        | Retrait     | Retrait     |  |
|                       | Gaston Jacquet         | PCF            | 5 528        | 14,79        | Retrait     | Retrait     |  |
|                       | Jules Péneau           | MRP            | 3 717        | 9,95         | 3 418       | 8,7         |  |
|                       |                        |                |              |              |             |             |  |
| Inscrits              | Inscrits               | Inscrits       | 55 467       | 100,00       | 55 463      | 100,00      |  |
| Abstentions           | Abstentions            | Abstentions    | 17 293       | 31,18        | 15 137      | 27,29       |  |
| Votants               | Votants                | Votants        | 38 174       | 68,82        | 40 326      | 72,71       |  |
| Blancs et nuls        | Blancs et nuls         | Blancs et nuls | 807          | 2,11         | 1 049       | 2,6         |  |
| Exprimés              | Exprimés               | Exprimés       | 37 367       | 97,89        | 39 277      | 97,4        |  |
| Source : Data.gouv.fr |                        |                |              |              |             |             |  |

La suppléante de Benoît Macquet était Christiane Pascaud, avocat au barreau.

### Élections de 1967
| Candidat              | Candidat                     | Parti          | Premier tour | Premier tour | Second tour | Second tour |  |
| Candidat              | Candidat                     | Parti          | Voix         | %            | Voix        | %           |  |
| --------------------- | ---------------------------- | -------------- | ------------ | ------------ | ----------- | ----------- |  |
|                       | Benoît Macquet sortant réélu | UD-Ve          | 19 570       | 41,17        | 23 752      | 50,78       |  |
|                       | Alexandre Plancher           | FGDS (SFIO)    | 13 742       | 28,91        | 23 021      | 49,22       |  |
|                       | Gilles Baraud                | PCF            | 5 721        | 12,04        |             |             |  |
|                       | Marcellin Verbe              | CR             | 4 967        | 10,45        |             |             |  |
|                       | Jules Péneau                 | CD (PDM)       | 3 529        | 7,42         |             |             |  |
|                       |                              |                |              |              |             |             |  |
| Inscrits              | Inscrits                     | Inscrits       | 59 242       | 100,00       | 59 233      | 100,00      |  |
| Abstentions           | Abstentions                  | Abstentions    | 11 042       | 18,64        | 11 649      | 19,67       |  |
| Votants               | Votants                      | Votants        | 48 200       | 81,36        | 47 584      | 80,33       |  |
| Blancs et nuls        | Blancs et nuls               | Blancs et nuls | 671          | 1,39         | 811         | 1,7         |  |
| Exprimés              | Exprimés                     | Exprimés       | 47 529       | 98,61        | 46 773      | 98,3        |  |
| Source : Data.gouv.fr |                              |                |              |              |             |             |  |

La suppléante de Benoît Macquet était Christiane Pascaud, avocat au barreau.

### Élections de 1968
| Candidat              | Candidat                     | Parti          | Premier tour | Premier tour | Second tour | Second tour |  |
| Candidat              | Candidat                     | Parti          | Voix         | %            | Voix        | %           |  |
| --------------------- | ---------------------------- | -------------- | ------------ | ------------ | ----------- | ----------- |  |
|                       | Benoît Macquet sortant réélu | UDR (URP)      | 22 985       | 48,18        | 26 009      | 55,29       |  |
|                       | Alexandre Plancher           | FGDS (SFIO)    | 13 368       | 28,02        | 21 032      | 44,71       |  |
|                       | Gilles Baraud                | PCF            | 4 582        | 9,6          |             |             |  |
|                       | Roger Batard                 | CD (PDM)       | 3 848        | 8,07         |             |             |  |
|                       | Serge Mallet                 | PSU            | 2 923        | 6,13         |             |             |  |
|                       |                              |                |              |              |             |             |  |
| Inscrits              | Inscrits                     | Inscrits       | 59 211       | 100,00       | 59 201      | 100,00      |  |
| Abstentions           | Abstentions                  | Abstentions    | 11 034       | 18,64        | 11 432      | 19,31       |  |
| Votants               | Votants                      | Votants        | 48 177       | 81,36        | 47 769      | 80,69       |  |
| Blancs et nuls        | Blancs et nuls               | Blancs et nuls | 471          | 0,98         | 728         | 1,52        |  |
| Exprimés              | Exprimés                     | Exprimés       | 47 706       | 99,02        | 47 041      | 98,48       |  |
| Source : Data.gouv.fr |                              |                |              |              |             |             |  |

Le suppléant de Benoît Macquet était Marcel Boulay, secrétaire général de la mairie de Saint-Sébastien-sur-Loire.

### Élections de 1973
| Candidat              | Candidat                     | Parti               | Premier tour | Premier tour | Second tour | Second tour |  |
| Candidat              | Candidat                     | Parti               | Voix         | %            | Voix        | %           |  |
| --------------------- | ---------------------------- | ------------------- | ------------ | ------------ | ----------- | ----------- |  |
|                       | Benoît Macquet sortant réélu | UDR (URP)           | 22 900       | 43,34        | 27 676      | 52,44       |  |
|                       | Jean-Claude Routier-Leroy    | PS (UGSD)           | 12 571       | 23,79        | 25 099      | 47,56       |  |
|                       | Joseph Vince                 | PCF                 | 6 334        | 11,99        |             |             |  |
|                       | Marcel Bibault               | CR (MR)             | 5 073        | 9,60         |             |             |  |
|                       | François Autain              | PSU                 | 4 457        | 8,44         |             |             |  |
|                       | Gilles Febvre                | Extrême gauche (LO) | 915          | 1,73         |             |             |  |
|                       | Lucien Divard                | Régionaliste (SAV)  | 589          | 1,11         |             |             |  |
|                       |                              |                     |              |              |             |             |  |
| Inscrits              | Inscrits                     | Inscrits            | 65 634       | 100,00       | 65 635      | 100,00      |  |
| Abstentions           | Abstentions                  | Abstentions         | 11 949       | 18,21        | 11 871      | 18,09       |  |
| Votants               | Votants                      | Votants             | 53 685       | 81,79        | 53 764      | 81,91       |  |
| Blancs et nuls        | Blancs et nuls               | Blancs et nuls      | 846          | 1,58         | 989         | 1,84        |  |
| Exprimés              | Exprimés                     | Exprimés            | 52 839       | 98,42        | 52 775      | 98,16       |  |
| Source : Data.gouv.fr |                              |                     |              |              |             |             |  |

Le suppléant de Benoît Macquet était Louis Chantebel.

### Élections de 1978
| Candidat       | Candidat               | Parti              | Premier tour | Premier tour | Second tour | Second tour |  |
| Candidat       | Candidat               | Parti              | Voix         | %            | Voix        | %           |  |
| -------------- | ---------------------- | ------------------ | ------------ | ------------ | ----------- | ----------- |  |
|                | François Autain élu    | PS                 | 22 104       | 33,36        | 34 943      | 51,00       |  |
|                | Benoît Macquet sortant | RPR                | 21 955       | 33,14        | 33 566      | 49,00       |  |
|                | Loïc Sparfel           | UDF (PR)           | 8 187        | 12,36        |             |             |  |
|                | Jean-Yves Coupel       | PCF                | 8 034        | 12,13        |             |             |  |
|                | Jean-René Siegfried    | MRG                | 1 731        | 2,61         |             |             |  |
|                | Joachim Lebot          | PSU (FAB)          | 1 664        | 2,51         |             |             |  |
|                | Marcel Landreau        | LO                 | 851          | 1,28         |             |             |  |
|                | Emmanuel Pontoizeau    | Divers droite (DC) | 758          | 1,14         |             |             |  |
|                | Jean Brunacci          | LCR                | 481          | 0,72         |             |             |  |
|                | Jean Hingant           | FN                 | 303          | 0,46         |             |             |  |
|                | Michel Kervarec        | UOPDP              | 192          | 0,29         |             |             |  |
|                |                        |                    |              |              |             |             |  |
| Inscrits       | Inscrits               | Inscrits           | 81 458       | 100,00       | 81 553      | 100,00      |  |
| Abstentions    | Abstentions            | Abstentions        | 14 047       | 17,24        | 12 031      | 14,75       |  |
| Votants        | Votants                | Votants            | 67 411       | 82,76        | 69 522      | 85,25       |  |
| Blancs et nuls | Blancs et nuls         | Blancs et nuls     | 1 151        | 1,71         | 1 013       | 1,46        |  |
| Exprimés       | Exprimés               | Exprimés           | 66 260       | 98,29        | 68 509      | 98,54       |  |

Le suppléant de François Autain était Jacques Floch, conseiller général, maire adjoint de Rezé.

### Élections de 1981
|                | François Autain sortant réélu | PS             | 30 344 | 51,47  |  |  |  |
|                | Benoît Macquet                | RPR (UNM)      | 23 865 | 40,48  |  |  |  |
|                | Jean-Yves Coupel              | PCF            | 3 737  | 6,34   |  |  |  |
|                | Joachim Lebot                 | PSU            | 801    | 1,36   |  |  |  |
|                | Dominique Jaunas              | UOPDP          | 211    | 0,36   |  |  |  |
|                |                               |                |        |        |  |  |  |
| Inscrits       | Inscrits                      | Inscrits       | 85 833 | 100,00 |  |  |  |
| Abstentions    | Abstentions                   | Abstentions    | 26 246 | 30,58  |  |  |  |
| Votants        | Votants                       | Votants        | 59 587 | 69,42  |  |  |  |
| Blancs et nuls | Blancs et nuls                | Blancs et nuls | 629    | 1,06   |  |  |  |
| Exprimés       | Exprimés                      | Exprimés       | 58 958 | 98,94  |  |  |  |

Le suppléant de François Autain était Jacques Floch. Jacques Floch remplaça François Autain, nommé membre du gouvernement, du 25 juillet 1981 au 1er avril 1986.

## Circonscription depuis 1986

### Description géographique et démographique
Dans le découpage électoral de la loi no 86-1197 du 24 novembre 1986
, la circonscription regroupe les cantons suivants :
- canton de Nantes-5 ;
- canton de Nantes-11 ;
- canton de Saint-Étienne-de-Montluc ;
- canton de Saint-Herblain-Est ;
- canton de Saint-Herblain-Ouest-Indre.

D'après le recensement général de la population en 1999, réalisé par l'Institut national de la statistique et des études économiques (INSEE), la population totale de cette circonscription est estimée à 122 619 habitants,.
Le découpage de la circonscription n'a pas été modifié par le redécoupage des circonscriptions législatives françaises de 2010.
En revanche, le redécoupage cantonal de 2014 a réintégré le canton de Nantes-11 dans celui de Nantes-5. De même, la disparition du canton de Saint-Étienne-de-Montluc n'a pas entraîné une modification du périmètre de la circonscription. Les communes qui la composent sont depuis 2015 réparties dans les cantons :
- de Nantes-5 ;
- de Saint-Herblain-1 (ouest de Saint-Herblain et Couëron) ;
- de Saint-Herblain-2 (est de Saint-Herblain) ;
- de Blain (Saint-Étienne-de-Montluc, Cordemais, Le Temple-de-Bretagne et Vigneux-de-Bretagne).

La troisième circonscription de la Loire-Atlantique se répartit sur les villes de Nantes, Saint-Herblain et celles du Canton de Blain.

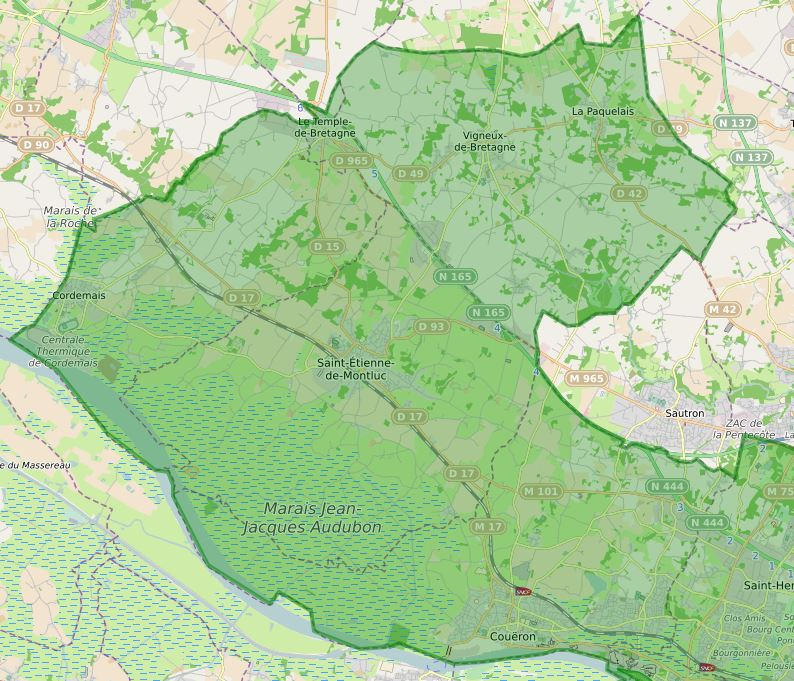
Partie Ouest de la Troisième circonscription de la Loire-Atlantique

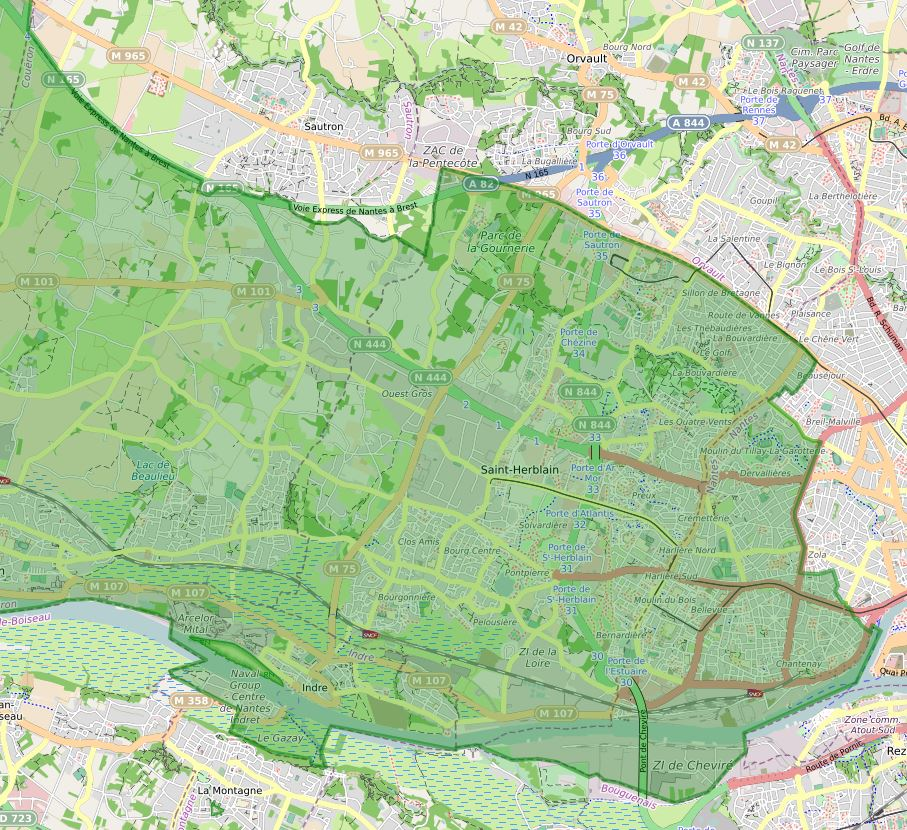
Partie Est de la troisième circonscription de Loire Atlantique

### Historique des députations
| Législature | Début de mandat | Fin de mandat  | Député             | Parti politique | Observations |
| ----------- | --------------- | -------------- | ------------------ | --------------- | --- |
| IXe         | 23 juin 1988    | 1er avril 1993 | Jean-Marc Ayrault  | PS              | |
| Xe          | 2 avril 1993    | 21 avril 1997  | Jean-Marc Ayrault, | PS,             | Mandat écourté à la suite d'une dissolution parlementaire décidée par Jacques Chirac. |
| XIe         | 12 juin 1997    | 18 juin 2002   | Jean-Marc Ayrault, | PS,             | |
| XIIe        | 19 juin 2002    | 19 juin 2007   | Jean-Marc Ayrault, | PS,             | |
| XIIIe       | 20 juin 2007    | 19 juin 2012   | Jean-Marc Ayrault  | PS              | |
| XIVe        | 20 juin 2012    | 20 juin 2017   | Jean-Marc Ayrault  | PS              | Remplacé du 20 juillet 2012 au 1er mai 2014 par Jean-Pierre Fougerat (PS) durant ses fonctions de chef du gouvernement. À la suite de son retour au gouvernement le 11 février 2016, une élection législative partielle est organisée, le siège étant vacant en raison du décès de Jean-Pierre Fougerat le 21 février 2015. Karine Daniel (PS) est élue députée le 24 avril 2016 |
| XVe         | 21 juin 2017    | 21 juin 2022   | Anne-France Brunet | LREM            | |
| XVIe        | 22 juin 2022    | 9 juin 2024    | Ségolène Amiot     | LFI             | Mandat écourté à la suite d'une dissolution parlementaire décidée par Emmanuel Macron. |
| XVIIe       | 8 juillet 2024  | En cours       | Ségolène Amiot     | LFI             | |

### Historique des élections

#### Élections de 1988
|                | Jean-Marc Ayrault sortant réélu | PS             | 28 657 | 59,97  |  |  |  |
|                | Jean Delavaud                   | UDF (AD) (URC) | 12 654 | 26,48  |  |  |  |
|                | Michel Moreau                   | PCF            | 3 362  | 7,04   |  |  |  |
|                | Marie-Antoinette Chéruy         | FN             | 2 900  | 6,07   |  |  |  |
|                | Carmen Chauvier                 | POE            | 213    | 0,45   |  |  |  |
|                |                                 |                |        |        |  |  |  |
| Inscrits       | Inscrits                        | Inscrits       | 76 980 | 100,00 |  |  |  |
| Abstentions    | Abstentions                     | Abstentions    | 28 573 | 37,12  |  |  |  |
| Votants        | Votants                         | Votants        | 48 407 | 62,88  |  |  |  |
| Blancs et nuls | Blancs et nuls                  | Blancs et nuls | 621    | 1,28   |  |  |  |
| Exprimés       | Exprimés                        | Exprimés       | 47 786 | 98,72  |  |  |  |

Le suppléant de Jean-Marc Ayrault était Robert Morin, maire de Couëron.

#### Élections de 1993
| Candidat       | Candidat                        | Parti          | Premier tour | Premier tour | Second tour | Second tour |  |
| Candidat       | Candidat                        | Parti          | Voix         | %            | Voix        | %           |  |
| -------------- | ------------------------------- | -------------- | ------------ | ------------ | ----------- | ----------- |  |
|                | Jean-Marc Ayrault sortant réélu | PS (ADFP)      | 16 325       | 33,49        | 27 661      | 55,58       |  |
|                | Jean-Luc Harousseau             | UDF (AD)       | 15 923       | 32,66        | 22 104      | 44,42       |  |
|                | Arnaud de Périer                | FN             | 4 695        | 9,63         |             |             |  |
|                | Bernard Renou                   | Les Verts (EÉ) | 4 482        | 9,19         |             |             |  |
|                | Michel Moreau                   | PCF            | 3 290        | 6,75         |             |             |  |
|                | Hélène Defrance                 | LO             | 1 241        | 2,55         |             |             |  |
|                | Martine Chabot                  | LT-LNÉ         | 1 169        | 2,4          |             |             |  |
|                | Paul Blineau                    | SÉGA           | 1 044        | 2,14         |             |             |  |
|                | Martine Leroy                   | LCR            | 356          | 0,73         |             |             |  |
|                | Eric Grudet                     | PLN            | 228          | 0,47         |             |             |  |
|                |                                 |                |              |              |             |             |  |
| Inscrits       | Inscrits                        | Inscrits       | 78 491       | 100,00       | 78 488      | 100,00      |  |
| Abstentions    | Abstentions                     | Abstentions    | 27 121       | 34,55        | 26 194      | 33,37       |  |
| Votants        | Votants                         | Votants        | 51 370       | 65,45        | 52 294      | 66,63       |  |
| Blancs et nuls | Blancs et nuls                  | Blancs et nuls | 2 617        | 5,09         | 2 529       | 4,84        |  |
| Exprimés       | Exprimés                        | Exprimés       | 48 753       | 94,91        | 49 765      | 95,16       |  |

Le suppléant de Jean-Marc Ayrault était Charles Gautier, maire de Saint-Herblain.

#### Élections de 1997
| Candidat       | Candidat                        | Parti             | Premier tour | Premier tour | Second tour | Second tour |  |
| Candidat       | Candidat                        | Parti             | Voix         | %            | Voix        | %           |  |
| -------------- | ------------------------------- | ----------------- | ------------ | ------------ | ----------- | ----------- |  |
|                | Jean-Marc Ayrault sortant réélu | PS                | 23 211       | 45,84        | 33 371      | 66,73       |  |
|                | Jean-Luc Harousseau             | UDF (AD)          | 11 144       | 22,01        | 16 640      | 33,27       |  |
|                | Arnaud de Périer                | FN                | 5 326        | 10,52        |             |             |  |
|                | Christian Pelloquet             | PCF               | 3 471        | 6,85         |             |             |  |
|                | François de Rugy                | Divers écologiste | 1 961        | 3,87         |             |             |  |
|                | Hélène Defrance                 | LO                | 1 601        | 3,16         |             |             |  |
|                | Laurent Desjars                 | LDI (MPF)         | 1 128        | 2,23         |             |             |  |
|                | Anne Vanpeperstraete            | GÉ                | 1 000        | 1,97         |             |             |  |
|                | Jacques Lebreton de Vonne       | UDB               | 660          | 1,3          |             |             |  |
|                | Jean-Yves Le Goff               | LCR               | 467          | 0,92         |             |             |  |
|                | Isabelle Séguineau              | MÉI               | 467          | 0,92         |             |             |  |
|                | Henri Gibaud                    | MDR               | 108          | 0,21         |             |             |  |
|                | Laurent Butet                   | PLN               | 96           | 0,19         |             |             |  |
|                |                                 |                   |              |              |             |             |  |
| Inscrits       | Inscrits                        | Inscrits          | 79 468       | 100,00       | 79 463      | 100,00      |  |
| Abstentions    | Abstentions                     | Abstentions       | 26 861       | 33,8         | 27 198      | 34,23       |  |
| Votants        | Votants                         | Votants           | 52 607       | 66,2         | 52 265      | 65,77       |  |
| Blancs et nuls | Blancs et nuls                  | Blancs et nuls    | 1 967        | 3,74         | 2 254       | 4,31        |  |
| Exprimés       | Exprimés                        | Exprimés          | 50 640       | 96,26        | 50 011      | 95,69       |  |

Le suppléant de Jean-Marc Ayrault était Charles Gautier. Charles Gautier est élu Sénateur le 23 septembre 2001.

#### Élections de 2002
|                | Jean-Marc Ayrault sortant réélu | PS               | 25 626 | 50,09  |  |  |  |
|                | Jean Baillet                    | UMP              | 12 200 | 23,85  |  |  |  |
|                | Xavier Coste                    | FN               | 3 144  | 6,15   |  |  |  |
|                | Fabienne Boureau                | UDF              | 2 097  | 4,1    |  |  |  |
|                | Patrick Naizain                 | Les Verts        | 1 545  | 3,02   |  |  |  |
|                | Gilles Bontemps                 | PCF              | 1 193  | 2,33   |  |  |  |
|                | Erwan Kerivel                   | LCR              | 909    | 1,78   |  |  |  |
|                | Guillaume Briey                 | CPNT             | 680    | 1,33   |  |  |  |
|                | Patricia Rio                    | MPF              | 615    | 1,2    |  |  |  |
|                | Brigitte Hélard                 | LO               | 571    | 1,12   |  |  |  |
|                | Loïc Bureau                     | Pôle républicain | 498    | 0,97   |  |  |  |
|                | Jacques Lebreton De Vonne       | UDB              | 485    | 0,95   |  |  |  |
|                | Arnaud de Périer                | MNR              | 438    | 0,86   |  |  |  |
|                | Bertrand Vrain                  | Extrême gauche   | 380    | 0,74   |  |  |  |
|                | Marc Gérin                      | MÉI              | 335    | 0,65   |  |  |  |
|                | Claude Moitry                   | Divers           | 325    | 0,64   |  |  |  |
|                | David Leconte                   | GÉ               | 121    | 0,24   |  |  |  |
|                |                                 |                  |        |        |  |  |  |
| Inscrits       | Inscrits                        | Inscrits         | 81 062 | 100,00 |  |  |  |
| Abstentions    | Abstentions                     | Abstentions      | 29 108 | 35,91  |  |  |  |
| Votants        | Votants                         | Votants          | 51 954 | 64,09  |  |  |  |
| Blancs et nuls | Blancs et nuls                  | Blancs et nuls   | 792    | 1,52   |  |  |  |
| Exprimés       | Exprimés                        | Exprimés         | 51 162 | 98,48  |  |  |  |

Le suppléant de Jean-Marc Ayrault était Jean-Pierre Fougerat, conseiller général du canton de Saint-Étienne-de-Montluc, maire de Couëron, directeur des sports.

#### Élections de 2007
| Candidat       | Candidat                        | Parti          | Premier tour | Premier tour | Second tour | Second tour |  |
| Candidat       | Candidat                        | Parti          | Voix         | %            | Voix        | %           |  |
| -------------- | ------------------------------- | -------------- | ------------ | ------------ | ----------- | ----------- |  |
|                | Jean-Marc Ayrault sortant réélu | PS             | 26 212       | 49,76        | 32 770      | 66,15       |  |
|                | Sophie Jozan                    | UMP            | 14 075       | 26,72        | 16 769      | 33,85       |  |
|                | Éric Ménard                     | UDF–MoDem      | 3 073        | 5,83         |             |             |  |
|                | Catherine Choquet               | Les Verts      | 2 756        | 5,23         |             |             |  |
|                | Delphine Vince                  | LCR            | 1 322        | 2,51         |             |             |  |
|                | Patricia Rio                    | MPF            | 1 226        | 2,33         |             |             |  |
|                | Gilles Bontemps                 | PCF            | 1 022        | 1,94         |             |             |  |
|                | Louis-Armand de Béjarry         | FN             | 1 022        | 1,94         |             |             |  |
|                | Bruno Jarry                     | Divers         | 393          | 0,75         |             |             |  |
|                | Muriel Lalanne                  | CPNT           | 337          | 0,64         |             |             |  |
|                | Jean-Marc Carpentier            | NC             | 309          | 0,59         |             |             |  |
|                | Ahmed Bouasria                  | Divers gauche  | 282          | 0,54         |             |             |  |
|                | Liliane Olejniczak              | LO             | 261          | 0,5          |             |             |  |
|                | Michelle Pellerin               | MNR            | 237          | 0,45         |             |             |  |
|                | Michel Mittermite               | COM            | 154          | 0,29         |             |             |  |
|                |                                 |                |              |              |             |             |  |
| Inscrits       | Inscrits                        | Inscrits       | 87 052       | 100,00       | 87 046      | 100,00      |  |
| Abstentions    | Abstentions                     | Abstentions    | 33 670       | 38,68        | 36 392      | 41,81       |  |
| Votants        | Votants                         | Votants        | 53 382       | 61,32        | 50 654      | 58,19       |  |
| Blancs et nuls | Blancs et nuls                  | Blancs et nuls | 701          | 1,31         | 1 115       | 2,2         |  |
| Exprimés       | Exprimés                        | Exprimés       | 52 681       | 98,69        | 49 539      | 97,8        |  |

#### Élections de 2012
|                | Jean-Marc Ayrault sortant réélu | PS               | 28 589 | 56,21  |  |  |  |
|                | Annick Le Ridant                | UMP (PRV, NC)    | 9 128  | 17,95  |  |  |  |
|                | Christian Bouchet               | RBM (FN)         | 4 284  | 8,42   |  |  |  |
|                | Jean-François Tallio            | EÉLV (UDB)       | 3 144  | 6,18   |  |  |  |
|                | Marie-Annick Benâtre            | FG (PCF)         | 2 486  | 4,89   |  |  |  |
|                | Emilia Neto                     | CpF (AC) (MoDem) | 1 436  | 2,82   |  |  |  |
|                | Patricia Rio                    | MPF              | 641    | 1,26   |  |  |  |
|                | Bruno Jarry                     | AÉI              | 395    | 0,78   |  |  |  |
|                | Bruno Hervé                     | NPA              | 345    | 0,68   |  |  |  |
|                | Chantal Girardin                | COM              | 223    | 0,44   |  |  |  |
|                | Hélène Dolidon                  | LO               | 186    | 0,37   |  |  |  |
|                |                                 |                  |        |        |  |  |  |
| Inscrits       | Inscrits                        | Inscrits         | 88 763 | 100,00 |  |  |  |
| Abstentions    | Abstentions                     | Abstentions      | 37 304 | 42,03  |  |  |  |
| Votants        | Votants                         | Votants          | 51 459 | 57,97  |  |  |  |
| Blancs et nuls | Blancs et nuls                  | Blancs et nuls   | 602    | 1,17   |  |  |  |
| Exprimés       | Exprimés                        | Exprimés         | 50 857 | 98,83  |  |  |  |

#### Élection partielle de 2016
À la suite du retour de Jean-Marc Ayrault au gouvernement et du décès de son suppléant Jean-Pierre Fougerat, une élection législative partielle est programmée les dimanches 17 et 24 avril 2016.
| Candidat       | Candidat             | Parti          | Premier tour | Premier tour | Second tour | Second tour |  |
| Candidat       | Candidat             | Parti          | Voix         | %            | Voix        | %           |  |
| -------------- | -------------------- | -------------- | ------------ | ------------ | ----------- | ----------- |  |
|                | Karine Daniel élue   | PS             | 6 573        | 30,41        | 11 142      | 55,44       |  |
|                | Matthieu Annereau    | UMP            | 5 088        | 23,54        | 8 956       | 44,56       |  |
|                | Jean-François Tallio | EÉLV           | 3 686        | 17,05        |             |             |  |
|                | Eléonore Revel       | FN             | 2 442        | 11,30        |             |             |  |
|                | Gilles Bontemps      | PCF            | 1 089        | 5,04         |             |             |  |
|                | Philippe Abarnou     | DLF            | 875          | 4,05         |             |             |  |
|                | Mary Haway           | ND             | 650          | 3,01         |             |             |  |
|                | Eddy Le Beller       | LO             | 578          | 2,67         |             |             |  |
|                | Nicolas Rousseaux    | Divers droite  | 399          | 1,85         |             |             |  |
|                | Olivier Terrien      | COM            | 232          | 1,07         |             |             |  |
|                | Francis Meynier      | Divers         | 3            | 0,01         |             |             |  |
|                |                      |                |              |              |             |             |  |
| Inscrits       | Inscrits             | Inscrits       | 88 574       | 100,00       | 88 571      | 100,00      |  |
| Abstentions    | Abstentions          | Abstentions    | 65 996       | 74,51        | 65 745      | 74,23       |  |
| Votants        | Votants              | Votants        | 22 578       | 25,49        | 22 826      | 25,77       |  |
| Blancs et nuls | Blancs et nuls       | Blancs et nuls | 963          | 4,27         | 2 728       | 11,95       |  |
| Exprimés       | Exprimés             | Exprimés       | 21 615       | 95,73        | 20 098      | 88,05       |  |

#### Élections de 2017
Les élections législatives françaises de 2017 ont lieu les dimanches 11 et 18 juin 2017.
|                                                                                      |                                                                             |                           |                           |                          |                          |
|                                                                                      |                                                                             | Premier tour 11 juin 2017 | Premier tour 11 juin 2017 | Second tour 18 juin 2017 | Second tour 18 juin 2017 |
|                                                                                      |                                                                             |                           |                           |                          |                          |
|                                                                                      |                                                                             | Nombre                    | % des inscrits            | Nombre                   | % des inscrits           |
| Inscrits                                                                             | Inscrits                                                                    | 92 169                    | 100,00                    | 92 169                   | 100,00                   |
| Abstentions                                                                          | Abstentions                                                                 | 44 055                    | 47,80                     | 52 103                   | 56,53                    |
| Votants                                                                              | Votants                                                                     | 48 114                    | 52,20                     | 40 066                   | 43,47                    |
|                                                                                      |                                                                             |                           | % des votants             |                          | % des votants            |
| Bulletins blancs                                                                     | Bulletins blancs                                                            | 653                       | 1,36                      | 2 611                    | 6,52                     |
| Bulletins nuls                                                                       | Bulletins nuls                                                              | 115                       | 0,24                      | 577                      | 1,44                     |
| Suffrages exprimés                                                                   | Suffrages exprimés                                                          | 47 346                    | 98,40                     | 36 878                   | 92,04                    |
|                                                                                      |                                                                             |                           |                           |                          |                          |
| Candidat Étiquette politique (partis et alliances)                                   | Candidat Étiquette politique (partis et alliances)                          | Voix                      | % des exprimés            | Voix                     | % des exprimés           |
|                                                                                      |                                                                             |                           |                           |                          |                          |
|                                                                                      | Anne-France Brunet La République en marche !                                | 18 301                    | 38,65                     | 20 746                   | 56,26                    |
|                                                                                      | Martine Gourdon La France insoumise                                         | 7 921                     | 16,73                     | 16 132                   | 43,74                    |
|                                                                                      | Karine Daniel (députée sortante) Parti socialiste                           | 6 510                     | 13,75                     |                          |                          |
|                                                                                      | Rozenn Hamel Les Républicains (Union des démocrates et indépendants)        | 4 122                     | 8,71                      |                          |                          |
|                                                                                      | Judith Leray Europe Écologie Les Verts                                      | 3 341                     | 7,06                      |                          |                          |
|                                                                                      | Eléonore Revel Front national                                               | 3 088                     | 6,52                      |                          |                          |
|                                                                                      | Chantal Durand Debout la France                                             | 639                       | 1,35                      |                          |                          |
|                                                                                      | Robin Salecroix Parti communiste français (Front de gauche)                 | 465                       | 0,98                      |                          |                          |
|                                                                                      | Gwenvaël Duret Régionaliste (Oui la Bretagne - Union démocratique bretonne) | 463                       | 0,98                      |                          |                          |
|                                                                                      | Sylvie Boulé Divers (Mouvement du 10 novembre - Parti pirate)               | 429                       | 0,91                      |                          |                          |
|                                                                                      | Michaël Protat Divers (Parti animaliste)                                    | 348                       | 0,74                      |                          |                          |
|                                                                                      | Alain Parisot Divers (Union populaire républicaine)                         | 328                       | 0,69                      |                          |                          |
|                                                                                      | Michaël Hervé Divers gauche (Parti fédéraliste européen)                    | 305                       | 0,64                      |                          |                          |
|                                                                                      | Hélène Dolidon Lutte ouvrière                                               | 305                       | 0,64                      |                          |                          |
|                                                                                      | Pierre Sabattier Divers droite (Parti chrétien-démocrate)                   | 297                       | 0,63                      |                          |                          |
|                                                                                      | Régis Tersiquel Divers (Parti du vote blanc)                                | 253                       | 0,53                      |                          |                          |
|                                                                                      | Dominique Norval Parti radical de gauche                                    | 128                       | 0,27                      |                          |                          |
|                                                                                      | Olivier Terrien Extrême gauche (Communistes)                                | 103                       | 0,22                      |                          |                          |
| Source : Ministère de l'Intérieur - Troisième circonscription de la Loire-Atlantique |                                                                             |                           |                           |                          |                          |

#### Élections de 2022
| Résultats des élections législatives des 12 et 19 juin 2022 de la 3e circonscription de la Loire-Atlantique |                          |                          |                          |              |              |             |             |
| Candidat | Candidat                 | Parti et coalition       | Nuances                  | Premier tour | Premier tour | Second tour | Second tour |
| Candidat | Candidat                 | Parti et coalition       | Nuances                  | Voix         | %            | Voix        | %           |
| | Ségolène Amiot           | LFI (NUPES)              | NUP                      | 19 990       | 42,87        | 21 490      | 55,11       |
| | Anne-France Brunet       | LREM (ENS)               | ENS                      | 13 662       | 29,30        | 17 502      | 44,89       |
| | Véronique Jarry          | RN                       | RN                       | 4 622        | 9,91         |             |             |
| | Sophie Van Goethem       | LR (UDC)                 | LR                       | 2 686        | 5,76         |             |             |
| | Thibault Fauchait        | REC                      | REC                      | 1 523        | 3,27         |             |             |
| | Gwenvaël Duret           | UDB (RPS)                | REG                      | 1 271        | 2,73         |             |             |
| | Gildas Perrot            | PB                       | REG                      | 881          | 1,89         |             |             |
| | Ophélie Gueguen          | PA                       | ECO                      | 612          | 1,31         |             |             |
| | Benjamin Duprat          | LP (UPF)                 | DSV                      | 585          | 1,25         |             |             |
| | Hélène Dolidon           | LO                       | DXG                      | 510          | 1,09         |             |             |
| | Olivier Terrien          | PRC                      | DXG                      | 287          | 0,62         |             |             |
| Votes valides                                                                                               | Votes valides            | Votes valides            | Votes valides            | 46 629       | 97,39        | 38 992      | 94,10       |
| Votes blancs                                                                                                | Votes blancs             | Votes blancs             | Votes blancs             | 1 031        | 2,15         | 1 974       | 4,76        |
| Votes nuls                                                                                                  | Votes nuls               | Votes nuls               | Votes nuls               | 221          | 0,46         | 472         | 1,14        |
| Total | Total                    | Total                    | Total                    | 47 881       | 100          | 41 438      | 100         |
| Abstention                                                                                                  | Abstention               | Abstention               | Abstention               | 48 854       | 50,50        | 43 606      | 51,27       |
| Inscrits / participation                                                                                    | Inscrits / participation | Inscrits / participation | Inscrits / participation | 96 735       | 49,50        | 85 044      | 48,73       |

#### Élections de 2024
| Candidat                 | Candidat                 | Parti et coalition       | Nuances                  | Premier tour | Premier tour | Second tour | Second tour |
| Candidat                 | Candidat                 | Parti et coalition       | Nuances                  | Voix         | %            | Voix        | %           |
| ------------------------ | ------------------------ | ------------------------ | ------------------------ | ------------ | ------------ | ----------- | ----------- |
|                          | Ségolène Amiot           | LFI (NFP)                | UG                       | 29 285       | 44,55        | 32 216      | 50,13       |
|                          | Matthieu Annereau        | RE (ENS)                 | ENS                      | 16 147       | 24,57        | 18 099      | 28,16       |
|                          | Laurie Arc               | RN                       | RN                       | 13 425       | 20,43        | 13 946      | 21,70       |
|                          | Sophie Van Goethem       | LR                       | LR                       | 4 143        | 6,30         |             |             |
|                          | Gildas Perrot            | PB (PU)                  | REG                      | 1 896        | 2,88         |             |             |
|                          | Hélène Dolidon           | LO                       | EXG                      | 832          | 1,27         |             |             |
|                          |                          |                          |                          |              |              |             |             |
| Votes valides            | Votes valides            | Votes valides            | Votes valides            | 65 728       | 97,70        | 64 261      | 97,22       |
| Votes blancs             | Votes blancs             | Votes blancs             | Votes blancs             | 1 242        | 1,85         | 1 574       | 2,38        |
| Votes nuls               | Votes nuls               | Votes nuls               | Votes nuls               | 303          | 0,45         | 262         | 0,40        |
| Total                    | Total                    | Total                    | Total                    | 67 273       | 100          | 66 097      | 100         |
| Abstention               | Abstention               | Abstention               | Abstention               | 30 116       | 30,92        | 31 313      | 32,15       |
| Inscrits / participation | Inscrits / participation | Inscrits / participation | Inscrits / participation | 97 389       | 69,08        | 97 410      | 67,85       |

#### Département de la Loire-Atlantique
- La fiche de l'INSEE de cette circonscription : « Tableaux et Analyses de la troisième circonscription de la Loire-Atlantique », sur insee.fr, site de l'Institut national de la statistique et des études économiques (consulté le 10 juin 2007) [PDF]
- « Tous les députés du département de la Loire-Atlantique depuis 1789 » [archive du 30 septembre 2007], sur assemblee-nationale.fr, site de l'Assemblée nationale française (consulté le 10 juin 2007)
- « Informations contentieuses sur le département de la Loire-Atlantique (Élections législatives de 2002) », sur conseil-constitutionnel.fr, site du Conseil constitutionnel (consulté le 13 juin 2007)
- Carte du découpage des circonscriptions législatives Nantaises

#### Circonscriptions en France
- « Carte des circonscriptions législatives en France », sur assemblee-nationale.fr, site de l'Assemblée nationale française (consulté le 10 juin 2007)
- « Résultats électoraux officiels en France », sur interieur.gouv.fr, site du ministère de l'Intérieur (France) (consulté le 13 juin 2007)
- Description et Atlas des circonscriptions électorales françaises sur http://www.atlaspol.com, Atlaspol, site de cartographie géopolitique, consulté le 13 juin 2007.